# 金竹镇 (会同县)
金竹镇，是湖南省怀化市会同县下辖的一镇，2015年末至2016年初，由原肖家乡、金龙乡合并而成。